# Carla McGhee
Carla McGhee, född den 6 mars 1968, är en amerikansk före detta basketspelare som tog OS-guld 1996 i Atlanta. Detta kom att bli USA:s första OS-guld i dambasket i en lång segersvit som hållit i sig till idag. Hon spelade för Orlando Miracle i WNBA mellan 1999 och 2002.